# محمدرضا رستمی
محمدرضا رستمی کشتی‌گیر فرنگی‌کار ایرانی است.
از افتخارات وی می‌توان به کسب مدال طلا بازی‌های همبستگی اسلامی ۲۰۲۱ اشاره کرد.

## فعالیت حرفه‌ای ورزشی

### بازی‌های همبستگی اسلامی ۲۰۲۱
در وزن ۷۲ کیلوگرم محمدرضا رستمی در دور نخست با نتیجه ۹ بر صفر شهروز اوچیلوف از تاجیکستان را شکست داد. وی در  دور بعد و در مرحله نیمه نهایی با نتیجه ۷ بر ۴ از سد میرزابک رحمت‌اف از ازبکستان گذشت و به دیدار فینال راه یافت. رستمی با نتیجه ۹ بر ۸ مقابل اولوی گانیزاده از جمهوری آذربایجان به پیروزی رسید و به مدال طلا دست یافت.

### قهرمانی کشتی آسیا ۲۰۲۴
رستمی پس از استراحت در دور اول، در دور دوم لنگ جی از چین را ۵ بر ۳ شکست داد و به نیمه نهایی رفت. وی در این مرحله با نتیجه ۱۰ بر صفر عادیلخان ساتایف از قزاقستان را شکست داد. رستمی در دیدار نهایی برای کسب مدال طلای به مصاف شینگو هارادا از ژاپن رفت اما با نتیجه ۹ بر پنج نتیجه را به رقیب خود واگذار کرد. وی نخستین مدال نقره کشتی ایران در ۲ رشته آزاد و فرنگی در مسابقات قهرمانی آسیا را ضرب کرد.